# Wheaton (Minnesota)
Pour les articles homonymes, voir Wheaton.
La ville américaine de Wheaton est le siège du comté de Traverse, dans l’État du Minnesota. Lors du recensement de 2010, sa population s’élevait à 1 424 habitants.

## Source
- (en) Cet article est partiellement ou en totalité issu de l’article de Wikipédia en anglais intitulé « Wheaton, Minnesota » (voir la liste des auteurs).